# Афанасьєва Любов Миколаївна
Любов Миколаївна Афанасьєва (нар. 11 січня 1949, місто Рудки, тепер Самбірського району Львівської області) — українська радянська діячка, паяльниця Дрогобицького заводу автомобільних кранів. Депутат Верховної Ради УРСР 10-го скликання.

## Біографія
Народилася в місті Рудки Самбірського району в родині робітника. Згодом з батьками переїхала до Дрогобича. 
Закінчила вісім класів Дрогобицької середньої школи № 5. Навчалася в Дрогобицькій вечірній школі. 
З 1965 року — учениця маляра, маляр на головному конвеєрі Дрогобицького заводу автомобільних кранів Львівської області.
Член КПРС з 1971 року.
Обиралася членом цехового комітету профспілки, заступником секретаря цехової партійної організації Дрогобицького заводу автомобільних кранів Львівської області.
З 1977 року — паяльниця цеху № 10, бригадир комплексної бригади із монтажу електрообладнання Дрогобицького заводу автомобільних кранів Львівської області.
Потім — на пенсії у місті Дрогобичі.

## Родина
Одружена. Чоловік — Аркадій Леонідович Афанасьєв, двоє дітей — Сергій та Леонід. Внуки — Анастасія, Катерина, Ігор.

## Нагороди
- орден Трудового Червоного Прапора (.03.1974)
- медалі